# دوري السوبر السلوفاكي 2018–19
دوري السوبر السلوفاكي 2018-19 (بالسلوفاكية: Fortuna liga 2018/2019)‏ هو الموسم 26 من  دوري السوبر السلوفاكي. أقيم خلال الفترة 21 يوليو 2018 وحتى 24 مايو 2019، وأشرف على تنظيمه اتحاد سلوفاكيا لكرة القدم، وكان عدد الأندية المشاركة فيه  12، وفاز فيه نادي سلوفان براتيسلافا.